# Neunkirch (stacja kolejowa)
Neunkirch – stacja kolejowa w Neunkirch, w kantonie Szafuza, w Szwajcarii.

## Połączenia
Na stacji zatrzymują się pociągi Schweizerische Bundesbahnen i Deutsche Bahn, są to składy Interregio-Express oraz Regionalbahn.
Połączenia bezpośrednie (stacje końcowe):
- Bazylea
- Friedrichshafen
- Erzingen
- Singen (Hohentwiel)
- Szafuza
- Waldshut-Tiengen
- Wilchingen-Hallau

| Neunkirch                          |  |                                              |
| Linia Hochrhein                    |  |                                              |
| Wilchingen-Hallauodległość: 2,6 km |  | Beringen Badischer Bahnhof odległość: 6,3 km |